# ゼン・ヒラノ
ゼン・ヒラノ（1934年1月15日 - ）は、日本と米国を拠点に活動する演出家、俳優教師。アル・パチーノやロバート・デニーロ、ダスティン・ホフマンなど数々の名優を輩出したことで知られるニューヨーク・ザ・アクターズ・スタジオの東洋人初の正会員を自称する人物。現在は山梨県・富士河口湖町に在住。親友のアル・パチーノとは同期。
ニューヨーク大学演劇科講師などを歴任し、これまでに日米で3000人以上の俳優を指導。 リー・ストラスバーグの愛弟子として、ザ・メソード演技、マイケル・チェーホフ・メソードを習得。リー・ストラスバーグ直筆の、当時の日本の文化庁宛ての推薦状を携えて来日し、ゼンヒラノゼミナール（現：ゼンヒラノ演技スタジオ）を開校する。2011年に、「ゼンヒラノ演技スタジオ」最高顧問に就任する。
アクターズ・スタジオの40周年記念公演にはゼン・ヒラノの”Rashomon"が選ばれた。2012年には、震災復興チャリティ講演会を東京・大阪・ニューヨークにおいて開催し、利益を義援金として寄付。
2012年にニューヨーク・イーストビレッジで開催された芸術祭「JAM」にスペシャルゲストとして招かれ、舞台公演を行った他、母校のアクターズ・スタジオにおいても「リー・ストラスバーグ没後30年イベント」を主催し、舞台公演の他、演技エクササイズのデモンストレーションなどの講演会を行う。その際、アカデミー助演女優賞を受賞した経歴をもつエステラ・パーソンズやアクターズ・スタジオ・エクゼクティブディレクターのデボラ・ディクソンらがプレゼンテーターを務めた。舞台主演は石原プロモーションの池田努とミユキ・ヒラノが務めた。米国での記念イベントの記事はニューヨークの情報誌「週間NY生活」や日刊スポーツ - ）でも取り上げられた。

## 人物
ザ・アクターズ・スタジオの正会員。創設者リー・ストラスバーグ在世中、年間千人以上の受験者のうち、僅か数名の合格者しか出ない難度を突破し、同スタジオに於いて、主事のストラスバーグに直接指導を受け、ザ・メソード演技の研究に励み、特に演出と俳優教育に比類のない才能を認められ嘱望された。アクターズ・スタジオ40周年の記念公演にはゼンヒラノの”Rashomon"が選出された。
現在までにニューヨーク大学藝術学部講師を務めると共に、マンハッタンプロジェクト等第一線で活躍しているグループを指導。故リー・ストラスバーグの要請により、日本に於いてザ・メソードアクティングの普及に努めている。2012年11月にはニューヨーク公演を行った他、アクターズ・スタジオでもリー・ストラスバーグ没後30年イベントを主催するなど日米において活動を行なっている。
その他、マイケル・チェーホフメソード研究第一人者として訳書「演技者へ!」を出版、日本へ紹介。俳優の肉体訓練を徹底したこのメードを本格的に指導している。ゼンヒラノ独自の方法論「フィーリングリベレーション（感情の解放）」を確立。現在、河口湖にアクティング・コミュニティーを開設し、ゼンヒラノ演技スタジオの全ての訓練を網羅したプログラムに従って若い俳優を育てる仕事にミユキヒラノとともに情熱を傾けている。

## 主な著作
- 演技者へ! （著：マイケルチェーホフ　訳：ゼンヒラノ）
- スタニスラフスキーシステム演技エクササイズ306（著：メル・ゴートン　訳：ゼンヒラノ）
- 感情の解放　－演技表現の本流“ザメソードアクティング”（著：ミユキヒラノ）

## 講演会
2012年度より、東日本大震災復興チャリティ講演会を行っている。
- 「ZEN HIRANO」（なかのZEROホール・2012年3月）
- 「ZEN HIRANO in大阪」（大阪市立芸術創造館・2012年4月）
- 「ZEN HIRANOⅡ」（なかのZEROホール・2012年6月）
- 「ZEN HIRANOⅢ」（新宿村スタジオ・2012年8月）
- 「Lee Strasberg's death 30th anniversary Memorial Event」（NewYork The Actors Studio・2012年11月)

## 主な指導を受けた俳優たち
- ハーヴェイ・カイテル
- 大地康雄
- 時任三郎
- 千葉真一
- 速水亮
- 伊藤英明
- 池田努
- 唐渡亮
- ミユキ・ヒラノ
- 柳田ありす
- ペニー・アレン
- 大村正泰